# Pokalturneringen i ishockey 1993-94
Pokalturneringen i ishockey 1993-94 var den femte udgave af den danske pokalturnering i ishockey for mandlige klubhold. Turneringen blev arrangeret af Danmarks Ishockey Union.
Turneringen blev vundet af Herning Ishockey Klub, som i finalen i Brøndby Hallen besejrede Rungsted Ishockey Klub med 11-2 i en kamp blottet for spænding på trods af 100 udvisningsminutter, hvor Pavel Kostitjkin og Nicolai Clausen fra Rungsted blev idømt matchstraf. Esbjerg IK vandt dermed pokaltitlen for anden gang. Kampen blev præget af usædvanligt mange defensive fejl fra Rungsteds side, som Herning-spillerne effektivt udnyttede.

## Resultater

### Ottededelsfinaler
| Dato          | Kl. | Kamp                      | Res. | Perioder | Tilsk. |
| ------------- | --- | ------------------------- | ---- | -------- | ------ |
| 15. september |     | KSF - Kastrup IC          | 14–3 |          |        |
| . september   |     | Hvidovre IK - Rødovre SIK | 2–6  |          |        |
| . september   |     | Rødovre SIK - Hvidovre IK | 0–3  |          |        |

### Kvartfinaler
| Dato | Kl.         | Kamp        | Res. | Perioder | Tilsk. |
| ---- | ----------- | ----------- | ---- | -------- | ------ |
| [[]] |             | [[]] - [[]] | –    |          |        |
| [[]] |             | [[]] - [[]] | –    |          |        |
| [[]] |             | [[]] - [[]] | –    |          |        |
| [[]] | [[]] - [[]] | –           |      |          |        |

### Semifinaler
Semifinalerne blev spillet over to kampe, hvor den samlede score afgjorde de to opgør.
| Dato         | Kl.   | Kamp                      | Res. | Perioder      | Tilsk. |
| ------------ | ----- | ------------------------- | ---- | ------------- | ------ |
| 25. november | 19:00 | Rungsted IK - Rødovre SIK | 4–4  | 1-2, 2-1, 1-1 |        |
| 14. december | 19:00 | Rødovre SIK - Rungsted IK | 3–6  | 0-2, 1-2, 2-2 | 1.510  |

| Dato         | Kl.   | Kamp                    | Res. | Perioder      | Tilsk. |
| ------------ | ----- | ----------------------- | ---- | ------------- | ------ |
| 25. november |       | Esbjerg IK - Herning IK | 1–4  | 0-1, 1-1, 0-2 |        |
| 14. december | 19:00 | Herning IK - Esbjerg IK | 6–3  | 0-0, 4-2, 2-1 | 2.225  |

### Finale
Finalen blev spillet den 30. december i Brøndby Hallen.
| Dato | Kl.   | Kamp                     | Res. | Perioder      | Tilsk. |
| --- | ----- | ------------------------ | ---- | ------------- | ------ |
| 30. december | 14:00 | Rungsted IK - Herning IK | 2–11 | 1-3, 0-6, 1-2 |        |
| Mål 1-0 Igor Viasjmikin (04:29) 1-1 Mogens Jørgensen (11:09) 1-2 Henning Ludvigsen (17:51) 1-3 Kim Andersen (18:35) 1-4 Ronny Larsen (20:35) 1-5 Dan Jensen (22:39) 1-6 Todd Bjorkstrand (25:02) 1-7 Henning Ludvigsen (37:03) 1-8 Todd Bjorkstrand (38:46) 1-9 Kim Andersen (39:11) 2-9 Nicolai Clausen (47:54) 2-10 Petri Skriko (53:58) 2-11 Petri Skriko (58:25) Udvisninger Rungsted IK: 7 × 2 minutter, 2 × 5 minutter. Herning IK: 8 × 2 minutter, 2 × 10 minutter. Matchstraf: Pavel Kostitjkin og Nicolai Clausen, Rungsted IK. |       |                          |      |               |        |